# Takeshi Hamada
Takeshi Hamada (født 21. december 1982) er en japansk fodboldspiller.
Han har spillet for flere forskellige klubber i sin karriere, herunder Cerezo Osaka, Sagan Tosu og Tokushima Vortis.